# Anton Schatz
Anton Schatz (* 6. Juni 1917 in Schalders; † 25. Oktober 1964 in Brixen) war ein Südtiroler Politiker.

## Biographie
Schatz besuchte das Seminar Salern und maturierte am staatlichen Gymnasium in Brixen. Nachdem er als Soldat im Zweiten Weltkrieg gedient hatte, promovierte der Sodale der Marianischen Kongregation an der Universität Innsbruck zum Doktor der Rechte. Anschließend arbeitete er im Südtiroler Gewerkschaftsbund. Politisch engagierte er sich in den Reihen der Südtiroler Volkspartei (SVP), die er von 1952 bis 1964 im Regionalrat Trentino-Südtirol und damit gleichzeitig im Südtiroler Landtag vertrat. Bereits in seiner ersten Legislaturperiode wurde Schatz in die Südtiroler Landesregierung gewählt, wo er im Kabinett Erckert II zunächst als Ersatzlandesrat fungierte, ehe er 1956 als Landesrat mit dem Ressort öffentliche Arbeiten betraut wurde. Dieselbe Aufgabe übernahm er auch in den Jahren 1956–1960 im Kabinett Pupp. In seiner dritten Legislaturperiode wurde er Anfang 1964 Fraktionssprecher seiner Partei im Landtag. Am 23. Oktober 1964 erlitt Schatz bei einem Autounfall schwere Verletzungen, so dass er zwei Tage später im Brixner Krankenhaus starb.